# Nancy Hogshead
Nancy Lynn Hogshead (Iowa City, 17 aprile 1962) è un'ex nuotatrice statunitense.

## Carriera
Specializzata nello stile libero e nei misti ha vinto tre medaglie d'oro e una di bronzo ai Giochi olimpici di Los Angeles 1984. È diventata una dei Membri dell'International Swimming Hall of Fame.

## Palmarès
- Olimpiadi

1984 - Los Angeles: oro nei 100 m sl e nelle staffette 4x100 m sl e 4x100 m misti.
- Mondiali

1978 - Berlino: argento nei 200 m farfalla.